# Xian de Jiang'an
Pour les articles homonymes, voir Jiang'an.
Le xian de Jiang'an (江安县 ; pinyin : Jiāng'ān Xiàn) est un district administratif de la province du Sichuan en Chine. Il est placé sous la juridiction de la ville-préfecture de Yibin.

## Démographie
La population du district était de 524 074 habitants en 1999.